# Aleurodiscus
Aleurodiscus Rabenh. ex J. Schröt. (tarczówka) – rodzaj grzybów z rodziny skórnikowatych (Stereaceae).

## Charakterystyka
Grzyby kortycjoidalne o owocniku rozpostartym, często w postaci krążka. Brzeg zmienny, u niektórych gatunków wygięty lub zakrzywiony do tyłu lub w dół, lub niezróżnicowany. System strzępkowy monomityczny lub dimityczny, strzępki ze sprzążkami lub z przegrodami bez sprzążek. Mogą występować różne zestawy sterylnych elementów (gleocystydy, akantohyfidy, dendrohyfidy, pseudoparafizy, cystydy inkrustowane lub gładkie). Podstawki średnie lub duże (do 155 µm), z 4 sterygmami, z prostą przegrodą lub ze sprzążką bazalną. Bazydiospory gładkie lub z teksturą na powierzchni, amyloidalne.

## Systematyka i nazewnictwo
Pozycja w klasyfikacji: Stereaceae, Russulales, Incertae sedis, Agaricomycetes, Agaricomycotina, Basidiomycota, Fungi (według Index Fungorum).
Synonimy naukowe: Gloeosoma Bres., Nodularia Peck.
Polską nazwę podali Barbara Gumińska i Władysław Wojewoda w 1999 r.
Gatunki występujące w Polsce
- Aleurodiscus amorphus (Pers.) J. Schröt. 1888 – tarczówka bezkształtna
- Aleurodiscus aurantius (Pers.) J. Schröt. 1888 – tarczówka pomarańczowa
- Aleurodiscus cerussatus (Bres.) Höhn. & Litsch. 1907 – tarczówka żółtawoszara
- Aleurodiscus disciformis (DC.) Pat. 1894 – tarczówka krążkowata[5]
- Aleurodiscus lapponicus Litsch. 1944[6]
- Aleurodiscus scutellatus Litsch. 1928[7]

Nazwy naukowe na podstawie Index Fungorum. Wykaz gatunków i nazwy polskie według Władysława Wojewody oraz innych źródeł.